# Stenolpium peruanum
Espèce
Stenolpium peruanum est une espèce de pseudoscorpions de la famille des Hesperolpiidae.

## Distribution
Cette espèce est endémique de la région de Piura au Pérou. Elle se rencontre vers Paita.

## Étymologie
Son nom d'espèce lui a été donné en référence au lieu de sa découverte, le Pérou.

## Publication originale
- Beier, 1955 : Pseudoscorpionidea. Beiträge zur Fauna Perus, nach der Ausbeute der Hamburger Südperu-Expedition 1936, und anderen Sammlungen, wie auch auf Grund von Literaturangaben, Gustav Fischer, Jena, vol. 4, p. 1-12.